# Christian Wallumrød
Christian Wallumrød, né le 26 avril 1971 à Kongsberg en Norvège, est un pianiste de jazz et compositeur norvégien.

## Biographie
Christian Wallumrød a travaillé avec le pianiste canadien Paul Bley et les compositeurs John Cage et György Kurtag en musique contemporaine.

## Discographie
Avec Close Erase
- 1996 : Close Erase
- 1999 : No. 2
- 2001 : Dance This
- 2006 : Sport Rocks

Avec l'Ensemble Christian Wallumrød
- 2003 : Sofienberg Variations
- 2005 : A Year from Easter
- 2006 : The Zoo Is Far
- 2009 : Fabula Suite Lugano
- 2013 : Outstairs
- 2016 : Kurzsam and Fulger

Avec le Trio Christian Wallumrød
- 2003 : No Birch

Avec Sidsel Endresen
- 2004 : Merriwinkle